# Manuel Pellegrina
Manuel Gregorio Pellegrina, pseud. El Payo (ur. 29 listopada 1919 w Córdobie, zm. 23 listopada 1992 w  La Placie) – argentyński piłkarz, napastnik.

## Życiorys
Urodzony w Córdobie Pellegrina w piłkę zaczął grać w miejscowym klubie Club Lavalle. Zawodową karierę piłkarską rozpoczął w 1938 roku w klubie Estudiantes La Plata. Jako piłkarz klubu Estudiantes La Plata wziął udział w turnieju Copa América 1945, gdzie Argentyna zdobyła tytuł mistrza Ameryki Południowej. Pellegrina zagrał tylko w meczu z Ekwadorem, gdzie zdobył jedną bramkę.
W Estudiantes La Plata Pellegrina grał do momentu spadku do drugiej ligi w 1952 roku, po którym razem z Ricardo Infante przeszedł do klubu CA Huracán. W 1954 roku ponownie był piłkarzem Estudiantes, w którym występował do 1956 roku. Na koniec kariery w latach 1957–1961 grał w trzecioligowym wtedy klubie Defensores de Cambaceres Ensenada.
Dla klubu Estudiantes Pellegrina zdobył 234 bramki w 489 meczach i jest najlepszym strzelcem w historii klubu. Pellegrina, jako zdobywca 231 bramek w 490 meczach, zajmuje czwarte miejsce w tabeli wszech czasów pierwszej ligi argentyńskiej.
W latach 1942–1945 rozegrał 4 mecze w reprezentacji Argentyny.
Pellegrina zmarł 23 listopada 1992 roku w La Placie z powodu zapalenia płuc.